# Валуйки (село)
Валу́йки — село в Україні, у Шульгинській сільській громаді Старобільського району Луганської області.
Населення становить 14 осіб. До 2018 року орган місцевого самоврядування — Малохатська сільська рада.